# Godesberger Programm
Das Godesberger Programm war von 1959 bis 1989 das Parteiprogramm der Sozialdemokratischen Partei Deutschlands (SPD). Ein außerordentlicher SPD-Parteitag in der Stadthalle von Bad Godesberg, heute ein Stadtbezirk Bonns, verabschiedete es mit großer Mehrheit am 15. November 1959. Mit diesem Grundsatzprogramm kam der Wandel der SPD von einer sozialistischen Arbeiterpartei hin zu einer Volkspartei zum Ausdruck. Zentrale Elemente des Godesberger Programms gelten bis heute – hierzu gehören das Bekenntnis zur Marktwirtschaft und zur Landesverteidigung, die Formulierung von Grundwerten und der Anspruch, Volkspartei zu sein. Auf das Godesberger Programm folgte im Dezember 1989 das Berliner Programm.

Deckblatt einer Broschüre, die das Parteiprogramm enthält

## Vorgeschichte

### Umbrüche seit 1925
Das Heidelberger Programm von 1925 war für die SPD bis zum Ende der 1950er Jahre als parteipolitisches Grundsatzprogramm verbindlich. Seit seiner Verabschiedung in der Mittelphase der Weimarer Republik hatten in Deutschland und Europa gravierende politische Umbrüche stattgefunden: Scheitern der ersten deutschen Republik, Aufstieg und Herrschaft des Nationalsozialismus, Zweiter Weltkrieg, Teilung Deutschlands und Europas, Kalter Krieg, Stalinismus und Expansion des Kommunismus. Die Verfasser des Heidelberger Programms konnten diese Erschütterungen nicht vorhersehen, sie erwarteten eine sozialistische Zukunft. Mehr noch: In vielen Punkten war dieses Programm kaum etwas anderes als eine Neuauflage des Erfurter Programms, das nach Ende des Sozialistengesetzes 1891 verfasst worden war. Die Formulierung einer revolutionären Perspektive stand neben gegenwartsbezogenen Reformforderungen.

### Politik der SPD unter Kurt Schumacher
Kurt Schumacher, bis zu seinem Tod im August 1952 unumstrittener Führer der SPD in den Westzonen und in den Anfangsjahren der Bundesrepublik, lehnte Diskussionen um ein neues Grundsatzprogramm stets als unzeitgemäß ab. Was die Sozialdemokratie im Grundsatz wolle, „ist uns allen klar“ – so Schumacher. Wichtiger war ihm die Formulierung einer deutlichen Alternative zur Regierungspolitik, insbesondere auf den Feldern der Deutschland- und Außenpolitik.
Schumacher war ein scharfer Gegner von Bündnissen mit Kommunisten. Seine Weimarer Erfahrungen mit dem Antiparlamentarismus der Kommunistischen Partei Deutschlands (KPD) und die Zwangsvereinigung von SPD und KPD zur Sozialistischen Einheitspartei Deutschlands (SED) in der Sowjetischen Besatzungszone motivierten ihn zu dieser Haltung. Dennoch war Schumachers Denken und Reden von Begriffen des Marxismus geprägt, dem er als Instrument zur Analyse der Gesellschaft große Bedeutung zumaß. Auch standen für ihn – wie für viele Sozialdemokraten – der Sozialismus als Gesellschaftsform und Sozialisierungen als Weg zu ihrer Durchsetzung nach den Erfahrungen des Dritten Reichs und des Zweiten Weltkriegs auf der Tagesordnung. Gleichzeitig betonte er nach 1945 die weltanschauliche Offenheit seiner Partei. Insbesondere Menschen, die aus christlichen Überzeugungen heraus den Sozialismus bejahten, forderte er auf, in der SPD ihr politisches Wirkungsfeld zu sehen. Der SPD kam in Schumachers Augen die führende Rolle beim wirtschaftlichen und politischen Wiederaufbau zu, dies umso mehr, wenn es ihr gelingen würde, neben der Arbeiterschaft auch Angestellte, Beamte, Kleinhändler, Handwerker und Bauern anzuziehen.
Als Vorsitzender der Partei prägte Schumacher die Bejahung des Parlamentarismus und des Staates innerhalb der Partei sowie das unbedingte Bestehen auf inneren und äußeren Freiheiten der Deutschen. Letzteres brachte ihn und die SPD in Gegensatz zur Bundesregierung. Er warf ihr vor, das Politikziel der nationalen Einheit der Deutschen zugunsten einer Westbindung Westdeutschlands aufzugeben. Gemeinsame politische Institutionen Westeuropas wie den Europarat lehnte er als „konservativ, klerikal, kapitalistisch und kartellistisch“ ab. Insgesamt prägte er das Bild einer scharfen Opposition der SPD gegenüber wichtigen politischen Weichenstellungen im Nachkriegsdeutschland.

### Opposition auf Bundesebene
Die im Mai 1949 gegründete Bundesrepublik Deutschland erlebte in den 1950er Jahren eine Zeit des raschen wirtschaftlichen Wiederaufbaus, Wirtschaftswunder genannt, und eine Politik der zunehmenden Westbindung, die von den Regierungen unter Bundeskanzler Konrad Adenauer vorangetrieben wurde. Auf Bundesebene dominierten die Unionsparteien, also Christlich Demokratische Union (CDU) und Christlich Soziale Union (CSU).
Die SPD war seit der ersten Bundestagswahl, bei der sie einen Sieg erwartet hatte, im Deutschen Bundestag auf die Oppositionsbank verwiesen, während sie in den Stadtstaaten Berlin, Hamburg, Bremen und einigen Flächenstaaten die Regierung stellte. Auch die zweite Bundestagswahl im September 1953 ging aus Sicht der Sozialdemokraten enttäuschend aus – die SPD musste leichte prozentuale Verluste hinnehmen und blieb Oppositionspartei, während CDU und CSU erhebliche Wählerzugewinne verbuchen konnten. Als Reaktion auf diese Umstände intensivierten sich Überlegungen zur Formulierung und Verabschiedung eines neuen Grundsatzparteiprogramms.

## Programmatische Vorarbeiten

### Prinzipienerklärung der Sozialistischen Internationale
In kleineren Zirkeln und von der Gesamtpartei wenig beachtet begannen Programmdiskussionen bereits Anfang der 1950er Jahre. Vielfach bezogen sich die Teilnehmer dabei auf die Prinzipienerklärung der Sozialistischen Internationale, die im Jahr 1951 in Frankfurt am Main gegründet worden war und den europäischen Sozialisten nach 1945 erstmals eine programmatische Orientierung angeboten hatte. Die Präambel der Resolution über die „Ziele und Aufgaben des Demokratischen Sozialismus“ äußerte deutliche Kritik am Kapitalismus und grenzte die Sozialisten von den Kommunisten ab. Ferner hob sie die unterschiedlichen Motivationen des Einzelnen für die Unterstützung der sozialistischen Ideen hervor – marxistische oder anders begründete Gesellschaftsanalysen, religiöse Werthaltungen und humanistische Überlegungen standen hier gleichrangig nebeneinander. Schließlich behauptete sie, dass die Demokratie im Sozialismus ihre höchste Form entfalten werde, der Sozialismus zugleich nur durch die Demokratie verwirklicht werden könne. Ein größeres gesamtparteiliches Echo in der SPD blieb dieser Grundsatzerklärung jedoch versagt.

### Dortmunder Aktionsprogramm von 1952
Unter der Federführung von Willi Eichler, der sich innerparteilich bereits seit längerem für eine programmatische Erneuerung der SPD starkmachte, erarbeitete ab April 1952 ein von der Parteiführung eingesetzter zehnköpfiger Ausschuss den Entwurf eines „Aktionsprogramms“. Im September desselben Jahres verabschiedete der Dortmunder Parteitag der SPD diesen Entwurf als Dortmunder Aktionsprogramm einstimmig. Hintergrund war der sich bereits ankündigende Wahlkampf für die Bundestagswahl, die ein Jahr später stattfinden sollte. Der erste Entwurf hatte aus der Sicht der Parteifunktionäre den Erfordernissen der Wahlagitation kaum Genüge getan und wurde daher vor dem Parteitag formal und inhaltlich erheblich modifiziert. Aber auch die verabschiedete Fassung hatte – so der Historiker Kurt Klotzbach – nur den „Charakter eines achtbaren Zeugnisses penibler praktischer Selbstverständigung“. Außenwirkung und Interesse in der Öffentlichkeit weckte es nicht. Die gemäßigten Reformforderungen der Partei im eigentlichen Aktionsprogramm standen zudem unverbunden neben der apodiktisch-kritischen Gegenwartsbeschreibung des Vorworts, das noch Kurt Schumacher verfasst hatte, der im August 1952 verstorben war. Alle Versuche, die die Partei nach 1952 unternahm, um das Dortmunder Aktionsprogramm bekannt und populär zu machen, – hierzu gehörten Fachkonferenzen, eine eigene Schriftenreihe und ein Handbuch sozialdemokratischer Politik, das das Programm umfangreich kommentierte – blieben ohne den gewünschten Erfolg. Das Dortmunder Aktionsprogramm erreichte allein jene Funktionäre, die auch ohne ein solches Papier fest zur Partei standen.

### Berliner Fassung des Aktionsprogramms von 1954
Nach der Niederlage bei der Bundestagswahl von 1953 intensivierte die Parteiführung um den neuen Vorsitzenden Erich Ollenhauer die Bemühungen, ein neues Parteiprogramm zu formulieren. Zunächst erarbeitete eine Studienkommission bis April 1954 die so genannten Mehlemer Thesen. Diese wurden anschließend durch eine Kommission aus 60 Personen, wiederum unter Vorsitz von Willi Eichler, genutzt, um für den Berliner Parteitag von Juli 1954 das Dortmunder Aktionsprogramm zu überarbeiten und ihm eine Präambel mitzugeben. Der Parteitag verabschiedete diese Aktualisierung und Ergänzung. Der Sozialismus wurde dabei als „Menschheitsziel“ bezeichnet. Er sei allerdings kein Endziel, sondern eine Daueraufgabe. Sozialistische Ideen seien ferner keine „Ersatzreligion“. Christentum, klassische Philosophie und Humanismus galten als Wurzeln der sozialistischen Gedankenwelt. Die Abkehr der SPD von der reinen Arbeiterpartei hin zur Volkspartei wurde bereits in diesem Parteitagsbeschluss von 1954 ausgeführt: „Die Sozialdemokratie ist aus einer Partei der Arbeiterklasse, als die sie erstand, zur Partei des Volkes geworden. Die Arbeiterschaft bildet dabei den Kern ihrer Mitglieder und Wähler.“ Den wirtschaftspolitischen Abschnitt des Programms hatte Karl Schiller maßgeblich beeinflusst. Seine bereits ein Jahr zuvor geprägte griffige Formel „Soviel Markt wie möglich, soviel Planung wie nötig“ leitete den Unterabschnitt über „Planung und Wettbewerb“ ein. Die SPD kehrte damit ihre Wertschätzung von plan- und marktwirtschaftlichen Prinzipien um; von nun an genoss der Markt die Priorität vor der Planung. Über Sozialisierungen wurde im Aktionsprogramm nicht mehr gesprochen. Es forderte allein die Überführung der Grundstoffindustrie in Gemeineigentum mit dem Ziel der Vollbeschäftigung.

### Entwurf des Grundsatzprogramms und Organisationsreform
Zu den Ergebnissen des Berliner Parteitags der SPD von 1954 gehörte der Beschluss, eine Kommission einzusetzen, die das neue Parteiprogramm entwerfen sollte. Diese „Große Programmkommission“ aus 34 Personen nahm ihre Arbeit, die in fünf Unterausschüssen stattfand und ebenfalls von Willi Eichler gesteuert wurde, im März 1955 auf. Die Programmarbeit kam dabei anfangs nur schleppend voran. Ein erster Streitpunkt war die Frage, ob das Grundsatzprogramm durch eine so genannte „Zeitanalyse“ eingeleitet werden sollte oder nicht. Die Aufgabe einer solchen Analyse wäre die wissenschaftlichen Ansprüchen genügende Beschreibung der Gesellschaft und der Gegenwart aus Sicht der Partei gewesen sowie eine geschichtsphilosophische Prognose. Die Diskussion darüber verlief zäh und wirkte auch auf Beteiligte gelegentlich ermüdend. Aufstrebende Parteipolitiker wie Herbert Wehner, Fritz Erler oder Willy Brandt hielten sich in dieser Phase der Programmentwicklung zurück. Sie konzentrierten sich stattdessen darauf, wichtige organisatorische und personelle Veränderungen vorzubereiten. Das Ziel dieser Pläne war die Beseitigung der Einflüsse des „Büros“, also des Parteiapparats der hauptamtlichen Funktionäre des Parteivorstands. Die Reformer in der Partei strebten danach, dem „Apparat“ allein die notwendigen Verwaltungsaufgaben zuzuweisen. Die Parteispitze selbst sollte die politische Richtung formulieren. Diese Veränderung gelang auf dem Stuttgarter Parteitag von Mai 1958. Der Einfluss der hauptamtlich Besoldeten ging zurück durch den Beschluss, als Zentrum der Parteiführung aus der Mitte des Parteivorstands das so genannte Präsidium zu wählen. Zu Stellvertretern Ollenhauers wurden überdies Wehner und Waldemar von Knoeringen gewählt. Bereits im Oktober 1957 hatten die Reformer in der SPD einen Etappensieg verzeichnet. Bei der Neuwahl des Vorstands der SPD-Fraktion im Bundestag setzen sich drei ihrer profiliertesten Vorderleute durch: Wehner, Erler und Carlo Schmid lösten die als Traditionalisten geltenden Erwin Schoettle und Wilhelm Mellies im Amt der stellvertretenden Fraktionsvorsitzenden ab und bestimmten fortan die Grundlinien der Fraktionsarbeit.
Eine Ursache für diese Entscheidungen des Stuttgarter Parteitags waren die Vorarbeiten der Reformer. Wichtiger war dafür allerdings der Schock, den das Ergebnis der Bundestagswahl von 1957 auslöste. Die Unionsparteien holten die absolute Mehrheit. Adenauers Popularität war ungebrochen. Ihm war kurz zuvor die Wiedereingliederung des Saarlandes in die Bundesrepublik gelungen. Zudem erwies sich die Rentenreform als wahlwirksamer Schachzug. Die Niederschlagung des Ungarnaufstandes wusste der Bundeskanzler zudem gegen die SPD auszulegen. All diese Faktoren wirkten aus der Sicht der SPD negativ und bescherten ihr ein Ergebnis von knapp 31,8 Prozent der Wählerstimmen. In den Führungskreisen der SPD kursierten pessimistische Zukunftserwartungen. Die Bundesrepublik steuere durch die Dominanz der Union auf einen Einparteienstaat zu nach dem Muster von George Orwells Roman 1984. Hamburger Sozialdemokraten hielten die „Gefahr des klerikohalbfaschistischen Staates“ für gegeben. Es drohe eine innenpolitische Faschisierung. Die nachhaltige Wirkung dieses Wahlergebnisses steigerte die Anstrengungen, ein neues Grundsatzprogramm vorzulegen.
Eichler hatte aus den Entwürfen der Unterkommissionen im April 1958 einen ersten Gesamtentwurf zusammengestellt und dem Parteitag vorgelegt. Im Sommer wurde dieser in Stuttgart in erster Lesung diskutierte Entwurf an alle Parteimitglieder verschickt. Anschließend begann ein breiter innerparteilicher Diskussionsprozess mit einer Intensität, die viele in der Parteiführung überraschte. Das Interesse griff erstmals über die Zirkel der Wenigen aus, die sich bereits seit Jahren mit Programmfragen befasst hatten. Insbesondere Eichler und Heinrich Deist, ein Vordenker aktualisierter wirtschaftspolitischer Grundsätze der SPD, diskutierten den Entwurf auf mehreren hundert Parteiveranstaltungen mit den Mitgliedern. Viele Genossen äußerten auf diesen Treffen ihre Unzufriedenheit mit der Textlänge. Aus diesem Grund setzte der Parteivorstand, der nun die Zügel der Programmdiskussion in die Hand nahm, im Februar eine so genannte Redaktionskommission ein, der der Journalist Fritz Sänger vorstand. Diese kürzte den von Eichler vorgelegten Entwurf deutlich. Zugleich entfernte sie – wie es hieß – „verbalradikale Restbestände“. Außerdem wurde die umstrittene Zeitanalyse fallengelassen. Im Juni 1959 legte Sänger dem Parteivorstand die Überarbeitung vor. Vier Personen – Eichler, Sänger, Ollenhauer und Benedikt Kautsky, Sohn von Karl Kautsky – feilten anschließend erneut am Entwurf. Der Rechtsexperte Adolf Arndt integrierte ein deutlicheres Bekenntnis der Partei zum Grundgesetz, während Erler, Fachmann für Wehrfragen, eine Stellungnahme zur Landesverteidigung einfügte. Die gestrichene Zeitanalyse wurde durch eine Einleitung, die Sänger und Heinrich Braune verfassten, ersetzt. Der Parteivorstand beschloss am 3. September 1959, die vorliegende Fassung auf dem Godesberger außerordentlichen Parteitag von November 1959 einzubringen.

### Godesberger Parteitag 1959

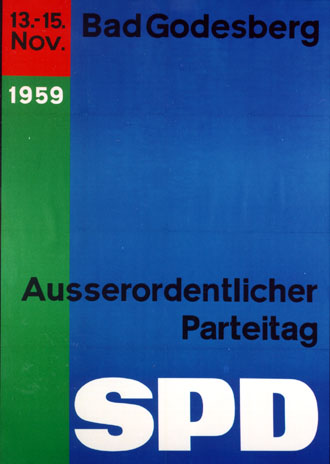
Plakat des Parteitags

Der in der Stadthalle von Bad Godesberg vom 13. bis 15. November 1959 tagende außerordentliche Parteitag der SPD befasste sich ausschließlich mit der Frage eines neuen Grundsatzprogramms. Ollenhauer eröffnete vor den 340 stimmberechtigten Delegierten und 54 mit beratender Stimme anwesenden Funktionären den Parteitag und stellte dabei klar, dass das neue Programm keinen wissenschaftlichen Anspruch erhebe, sondern als politisches Programm einer politischen Partei zu verstehen sei.
Zu Beginn der Aussprache stand die Frage an, ob die Beschlussfassung über den Programmentwurf zu vertagen sei. Ein Antrag von Parteitagsdelegierten aus Bremen forderte eine solche Verschiebung, weil die Zeit bis zum Parteitag nicht gereicht habe, um den letzten, den nun vorliegenden Entwurf des Parteivorstands ausführlich zu diskutieren. Dieser Antrag fand keine Mehrheit.
Im Verlauf des Parteitags zeigte sich, dass die Kritiker des Entwurfs, die sich auf dem linken Parteiflügel fanden, deutlich in der Minderheit und zudem in sich zerstritten waren. Zwei Gegenstände des neuen Programms erzeugten intensivere Debatten. Zum einen verlangte eine Reihe von Delegierten Änderungen im Abschnitt über „Eigentum und Macht“. Der Ortsverein Backnang forderte die Überführung von Schlüsselindustrien in Gemeineigentum – diesem Antrag stimmten immerhin 69 Delegierte des Parteitags zu. 89 Delegierte votierten für den Antrag des Bezirks Hessen-Süd, der die Schutzwürdigkeit des Privateigentums nur dann festgeschrieben sehen wollte, wenn dieser Schutz eine gerechtere Sozialordnung nicht behindere. Zum anderen entfachte die Neufassung des Verhältnisses zu den Kirchen eine größere Kontroverse. Das neue Programm sprach hier von einer „freien Partnerschaft“. Das ging vielen Delegierten zu weit. Viele Mitglieder und Funktionäre hatten ein traditionell angespanntes Verhältnis zu den Kirchen und ihren Repräsentanten. Überdies engagierten sich nicht wenige Sozialdemokraten in Freidenkervereinigungen. Allein der Appell an die Geschlossenheit der Partei bewahrte den Parteivorstand in dieser Frage vor einer Niederlage.
Veränderungen gegenüber dem Entwurf des Parteivorstands gab es nur in Details. Eine Redaktionskommission um Fritz Sänger arbeitete diese Details ein. Am 15. November verabschiedete der Parteitag den Programmentwurf mit 324 gegen 16 Stimmen. Dem Engagement von zwei Personen wird dieses Ergebnis in besonderem Maße zugeschrieben. Herbert Wehner setzte sich vehement für die Verabschiedung des neuen Grundsatzprogramms ein. Von marxistischem Gedankengut solle man sich verabschieden. Mehrfach gebrauchte er in diesem Zusammenhang seine berühmt gewordene Beschwörungsformel „Glaubt einem Gebrannten!“. Die Parteilinke überraschte Wehners Position, wähnte sie ihn doch vor dem Parteitag in den Reihen der Kritiker des Programmentwurfs. Auch Ollenhauer war mit ausschlaggebend. Aus Loyalität zum Parteivorsitzenden stimmten viele Delegierte dem Programm zu, selbst wenn sie nicht mit allen Punkten einverstanden waren.

## Inhalt

### Einleitung
Das Godesberger Programm gliedert sich in sieben Teile, denen eine Einleitung vorangestellt ist. Diese thematisiert den „Widerspruch unserer Zeit“, der darin bestünde, die zivile Nutzung der Atomkraft zu ermöglichen, zugleich aber dem Risiko eines Atomkrieges ausgesetzt zu sein. Der demokratische Sozialismus erstrebe eine „neue und bessere Ordnung“. Sie solle allen in friedlichen Verhältnissen einen gerechteren Anteil am gemeinsam geschaffenen Reichtum verschaffen.

### Grundwerte
Der erste Abschnitt widmet sich den so genannten „Grundwerten des Sozialismus“ – Freiheit, Gerechtigkeit und Solidarität. Der demokratische Sozialismus habe drei ideengeschichtliche Wurzeln: die christliche Ethik, den Humanismus und die klassische Philosophie. Der Hinweis auf eine weitere Wurzel, den Marxismus, fehlt, obwohl diese Wurzel in allen vorangegangenen Grundsatzprogrammen die entscheidende Rolle gespielt hatte. Die SPD, so das Godesberger Programm, wolle keine „letzten Wahrheiten“ verkünden, das die Partei einigende Band seien die Grundwerte und das gemeinsame Ziel des demokratischen Sozialismus. Sozialismus sei dabei nicht das Endziel historischer Entwicklungen, sondern die dauernde Aufgabe, „Freiheit und Gerechtigkeit zu erkämpfen, sie zu bewahren und sich in ihnen zu bewähren“.

### Grundforderungen
Der zweite Abschnitt stellt „Grundforderungen“ vor. Krieg wird als Mittel der Politik abgelehnt. Eine „internationale Rechtsordnung“ solle das Zusammenleben der Völker regeln. Kommunistische Regime werden abgelehnt, weil der Sozialismus nur durch Demokratie verwirklicht werden könne. Die Demokratie sei nicht nur durch Kommunisten gefährdet. Jede Macht, auch wirtschaftliche Macht, müsse öffentlich kontrolliert werden, geschehe dies nicht, sei Demokratie ebenfalls gefährdet. Aus diesem Grund erstrebe der demokratische Sozialismus eine neue Wirtschafts- und Sozialordnung.

### Aussagen zur staatlichen Ordnung und zur Landesverteidigung
Ausdrücklich bekannte sich die SPD mit dem dritten Abschnitt des Godesberger Programms zum Grundgesetz der Bundesrepublik Deutschland. Daraus leite sich das Eintreten für die nationale Einheit der Deutschen ab und zugleich das Bekenntnis zur Landesverteidigung. In diesem Zusammenhang wurden eine atomwaffenfreie Zone in Europa und Schritte der Abrüstung gefordert.

### Wirtschafts- und Sozialordnung
Der vierte Abschnitt, der sich mit der „Wirtschafts- und Sozialordnung“ befasst, ist der längste. Die Schillersche Formel „Wettbewerb soweit wie möglich, Planung soweit wie nötig!“ ging in das Programm ein und prägte die Aussagen zur Wirtschafts- und Sozialordnung. Ein stetiger wirtschaftlicher Aufschwung und die Chance auf allgemeinen Wohlstand für alle würden durch die zweite industrielle Revolution sichergestellt werden. Aufgabe der staatlichen Wirtschaftspolitik sei es, diese Wohlstandsmöglichkeiten durch vorausschauende Konjunkturpolitik auf Basis einer volkswirtschaftlichen Gesamtrechnung und eines Nationalbudgets zu verwirklichen. Weitere Beeinflussungen des Marktgeschehens hätten jedoch zu unterbleiben, denn „freier Wettbewerb und freie Unternehmerinitiative [seien] wichtige Elemente sozialdemokratischer Wirtschaftspolitik“. Wenn private wirtschaftliche Macht zur Gefahr für den Wettbewerb und die Demokratie zu werden drohe, sei öffentliche Kontrolle durch Investitionskontrollen, durch Kartellgesetze und durch den Wettbewerb von privaten und gemeinwirtschaftlichen Unternehmen geboten. Allein wenn eine „gesunde Ordnung der wirtschaftlichen Machtverhältnisse“ nicht gewährleistet werden könne, habe Gemeineigentum Berechtigung. Von Sozialisierungen spricht das Godesberger Programm nicht. Auch die Forderung nach Sozialisierung des Bergbaus, ein Jahr zuvor von der Partei angesichts der beginnenden Bergbaukrise in Deutschland erhoben, fand sich nicht in diesem Programmabschnitt. Innerhalb der Betriebe müsse es eine wirksame Mitbestimmung geben. Der Demokratisierungsprozess dürfe vor den Betrieben nicht haltmachen. Auch hier müsse es mehr Mitgestaltungsmöglichkeiten geben: „Der Arbeitnehmer muß aus einem Wirtschaftsuntertan zu einem Wirtschaftsbürger werden“ – so das Programm. Für die freie und eigenverantwortliche Entfaltung des Einzelnen habe die Sozialpolitik die Grundlagen zu schaffen.

### Kulturelles Leben
Der fünfte Abschnitt thematisiert „das kulturelle Leben“. Die Aussagen dieses Programmteils dienten vor allem einer Veränderung des Verhältnisses von Partei und Kirchen. In der Interaktion dieser Institutionen sei die „gegenseitige Toleranz“ aus der Position einer „freien Partnerschaft“ geboten. Ferner formuliert das Programm knapp: „Der Sozialismus ist kein Religionsersatz.“

### Internationale Gemeinschaft
Im sechsten Abschnitt präsentierte die Partei ihre Vorstellungen über die „internationale Gemeinschaft“. Dabei griff sie Forderungen auf, die sie bereits seit Jahrzehnten vortrug. Die Sicherung der Freiheit und die Bewahrung des Friedens seien hier die vorrangigen Ziele. Hierzu zählten die Forderung nach allgemeiner Abrüstung und internationalen Schiedsgerichten. Die Vereinten Nationen sollen zu einem wirksamen Garanten des Friedens werden. Überdies hätten Entwicklungsländer Anspruch auf Solidarität und uneigennützige Hilfe der reicheren Völker.

### Rückblick und Perspektive
Im Schlussabschnitt mit der Überschrift Unser Weg wird der Blick zunächst zurückgeworfen auf die Geschichte der Arbeiterbewegung. Früher „Ausbeutungsobjekt der herrschenden Klasse“, habe der Arbeiter in Jahrzehnten dabei seinen anerkannten Platz als gleichberechtigter Staatsbürger erstritten. Der Kampf der Arbeiterbewegung sei ein Kampf für die Freiheit aller gewesen. Aus diesem Grund sei die Sozialdemokratie „aus einer Partei der Arbeiterklasse zu einer Partei des Volkes geworden“. Die Aufgabe des demokratischen Sozialismus sei damit aber noch nicht erfüllt, denn die kapitalistische Welt sei nicht in der Lage, „der brutalen kommunistischen Herausforderung das überlegene Programm einer neuen Ordnung politischer und persönlicher Freiheit und Selbstbestimmung, wirtschaftlicher Sicherheit und sozialer Gerechtigkeit entgegenzustellen“ und zugleich die Emanzipationsbestrebungen der Entwicklungsländer zu berücksichtigen. Die „Hoffnung der Welt“ sei hier der demokratische Sozialismus, der eine „menschenwürdige Gesellschaft“ anstrebe, „frei von Not und Furcht, frei von Krieg und Unterdrückung“.

## Gegenentwürfe

### Entwurf von Wolfgang Abendroth
Wolfgang Abendroth, in den Nachkriegsjahren einer der wenigen westdeutschen Marxisten mit Lehrstuhl an einer Universität (Philipps-Universität Marburg), bemühte sich in der SPD darum, die Partei auf Beibehaltung marxistischer Grundpositionen zu verpflichten. Aus diesem Grund beteiligte er sich intensiv an den Debatten über eine Neufassung des Grundsatzprogramms. Nach sechsjähriger Mitarbeit in den Programmkommissionen schickte er Eichler am 15. April 1959 einen Gegenentwurf zu. Dieser orientierte sich grundlegend an den Positionen von Karl Marx und Friedrich Engels.
Bereits mit dem ersten Kapitel seines Gegenentwurfs markierte Abendroth den wesentlichen Unterschied zum späteren Godesberger Programm. Dieses Kapitel – „Die gesellschaftliche Lage im kapitalistisch organisierten Teil der Welt“ genannt – ging von der anhaltenden Monopolisierung und Konzentration des Kapitals aus. Eine kleine Gruppe von Kapitalisten und von ihnen bestellte Manager dirigiere die körperliche und geistige Arbeit der Bevölkerungsmehrheit. Ansprüche dieser Mehrheit nach gleichberechtigter Mitwirkung an der Steuerung des „gesellschaftlichen Arbeitsprozesses“ würden von dieser Machtgruppe erfolgreich abgewehrt, ebenso wie alle Forderungen nach vollem Anteil am materiellen und kulturellen Fortschritt. Der Zusammenschluss zu finanzkapitalistischen Blöcken sowie die Monopolisierungstendenz insgesamt verhinderten demokratische Kontrollversuche. Der Staat verschmelze vielmehr mit den Interessen dieser übermächtigen Kapitalistengruppe. Öffentliche Gewalt könne daher stets in den Dienst ihrer Sonderinteressen gestellt werden.
Auf Änderung dieses Zustands sei nur zu hoffen, wenn der „Kampf der Arbeitnehmer“ um die Verteidigung und Verbesserung ihrer Lebenslage sowie um die Einführung der sozialistischen Produktionsweise erweitert werde zum „Kampf um die Staatsmacht“. Nach Abendroth schließe das Grundgesetz den friedlichen Übergang zum Sozialismus keineswegs aus. Notwendig sei dafür die „Mobilisierung der Arbeiterklasse“. Ein solches Vorgehen habe Aussichten, wenn die Klassenverhältnisse in der Gesellschaft und im politischen System der Bundesrepublik analytisch herausgearbeitet und den Massen vermittelt werden würden. Die Aufklärung der Massen über die wirklichen Klassenstrukturen werde durch manipulativ agierende Parteiführungsschichten in der SPD allerdings sabotiert.
Abendroth erzielte mit seinem Gegenentwurf parteiintern kaum ein Echo. Nur der Unterbezirk Marburg und der Ortsverein aus Senne bezogen sich auf ihn. Der Parteitag diskutierte nicht über die entsprechenden Anträge. Abendroth selbst war es nicht gelungen, ein Mandat für den Godesberger Parteitag zu erhalten.

### Gegenentwurf von Peter von Oertzen
Ein weiterer Gegenentwurf kam von Peter von Oertzen, auch er ein Vertreter des linken Parteiflügels. Am 8. November 1959 unterrichtete von Oertzen einige Parteifreunde davon, dass er einen Alternativentwurf konzipiert habe. Diesen legte er bewusst als Kompromiss an, „die schlimmsten Ecken“ des Vorstandsentwurfs wollte er damit ausbügeln. Abendroths Gegenentwurf war ihm bekannt, er lehnte ihn jedoch ab. Inhaltlich sei der Abendroth-Entwurf zwar richtig, Form, Gedankengang und Argumentationsweise waren ihm allerdings zu dogmatisch.
Peter von Oertzen beharrte auf der traditionellen Trias Freiheit, Gleichheit, Brüderlichkeit. Diese sei dem neuen Grundwerte-Dreiklang „Freiheit, Gerechtigkeit, Solidarität“ vorzuziehen. Die Schillersche Formel vom Primat des Marktes gegenüber der Planung strich von Oertzen nicht. Er stellte allerdings einen Sozialisierungskatalog für eine Reihe von Industriezweigen auf. Energieerzeugende Unternehmen vor allem der Atomwirtschaft, die Montanindustrie, Unternehmen der Großchemie, Großbanken, Versicherungsgesellschaften sowie marktbeherrschende Unternehmen anderer Branchen seien reif für entsprechende Maßnahmen. Außerdem formulierte von Oertzen einen Abschnitt über die Demokratisierung der Wirtschaft.
Die Initiative von Oertzens kam zu spät, um in den Beratungen des Parteitags Beachtung zu finden. Sein Redebeitrag erzeugte keinen Meinungswandel der Delegiertenmehrheit. Peter von Oertzen blieb einer der 16 Delegierten, die dem Godesberger Programm ihre Stimme versagten.

## Reaktionen und Wirkungen

### Reaktionen führender SPD-Politiker
Viele führende Politiker in der SPD begrüßten das neue Grundsatzprogramm ausdrücklich. Willy Brandt etwa hielt es für eine „zeitgemäße Aussage“, die die praktische Arbeit der Partei fördere. Den Gegnern der SPD werde es erschwert, sie mit verzerrenden Aussagen anzugreifen, anstatt sich ernsthaft mit der Sozialdemokratie auseinanderzusetzen. Das Grundsatzprogramm porträtiere die SPD zudem als „kämpferisch demokratische Freiheitsbewegung“. Außerdem seien in einer Reihe wichtiger Punkte Klärungen erfolgt, so im Verhältnis zu den Kirchen, zum Staat und zur Landesverteidigung. Willi Eichler betonte und begrüßte, dass Grundwerte ausdrücklich formuliert worden seien und unter ihnen die Freiheit die zentrale Rolle spiele. Carlo Schmid stellte heraus, der Sozialismus sei gemäß dem Godesberger Programm keine Weltanschauung und schon gar keine Ersatzreligion mehr. Obwohl es noch Klassen gebe, sei Klassenkampf nicht mehr nötig, denn der Staat bewirke den Ausgleich der Klasseninteressen. Erler begrüßte insbesondere das veränderte Verhältnis zu den Kirchen und dass manches aus dem 19. Jahrhundert „aufgeräumt“ worden sei.

### Innerparteiliche Kritik
Innerparteiliche Kritik blieb die Ausnahme und war auf den kleinen Kreis traditionell argumentierender Marxisten begrenzt. Abendroth missfiel beispielsweise die Loslösung von den traditionell marxistischen Grundvorstellungen. Auf eine kritische Analyse von Gesellschaft und Staat werde im neuen Programm gänzlich verzichtet. Zentrale „Bewegungsgesetze und Widersprüche“ blieben darum verborgen und damit auch die Ansatzpunkte für die „Zielsetzung, Strategie und Taktik der Partei“. Von ihrer Erziehungsaufgabe, ihrer Pflicht zur Förderung des Klassenbewusstseins wende sich die SPD ab.
Peter von Oertzen blieb gleichfalls auf Distanz zum neuen Programm. Es richte die Partei „einseitig auf die parlamentarische Auseinandersetzung aus“. Es verwische „die Klassenlage und die Klasseninteressen der Arbeitnehmerschaft“, in diesem Zusammenhang seien auch die Angebote an den selbständigen Mittelstand „fragwürdig“. Zudem wies von Oertzen darauf hin, dass das Programm insgesamt von einem kaum gerechtfertigten wirtschaftlichen Optimismus getragen sei. „Die Verfasser glauben im Grunde nicht an die Möglichkeit ernsthafter konjunktureller Rückschläge“ – so von Oertzen.

### Reaktion der CDU und der FDP
Die CDU behauptete überwiegend, das neue Grundsatzprogramm der SPD sei nur ein Manöver der Tarnung wahrer Absichten. Das strategische Ziel einer „marxistischen Machtergreifung“ sei unverändert. Im Godesberger Programm seien große Spielräume gelassen worden für weitgehende Reglementierungen von Wirtschaft und Gesellschaft. Sorgen machte der Union jedoch das Toleranz- und Partnerschaftsangebot der SPD an die Kirchen. Die Union riet den Kirchen daher, die angeblich antichristliche Einstellung der Sozialdemokratie nicht zu vergessen. Einige Christdemokraten intervenierten bei Geistlichen, damit SPD-Inserate nicht in Kirchenzeitungen erschienen. 1960 kam es auf dem CDU-Parteitag von Karlsruhe zu einer Auseinandersetzung zwischen Adenauer und Eugen Gerstenmaier, damals Bundestagspräsident. Dieser legte den Delegierten nahe, auf Basis des neuen Programms der SPD die Gemeinsamkeiten von SPD und CDU in der Gesellschafts-, Sozial- und Wirtschaftspolitik zu prüfen. Adenauer reagierte mit deutlichen Worten. Er hielt das SPD-Programm für ein reines Ablenkungsmanöver und widersprach allen Überlegungen zu einer gemeinsamen Politik.
Die Freie Demokratische Partei (FDP) hielt allein die Haltung der SPD zur staatlichen Ordnung und zur Landesverteidigung für Schritte in die richtige Richtung. Sie erblickte dagegen in den wirtschaftspolitischen Überlegungen des Godesberger Programms eine „getarnte Sozialisierungszeitbombe“. Eine SPD-Regierung werde sich nicht scheuen, das Privateigentum der Bürger anzutasten.

### Echo in führenden Zeitungen
Die Frankfurter Allgemeine Zeitung (FAZ) notierte, die SPD habe eine Reihe von Blockaden beseitigt, die den Weg zu den Wählern verstellten. Ein Wandel von der Arbeiterpartei zu einer Partei für Arbeitnehmer sei erkennbar. Die wirtschaftspolitischen Aussagen des Godesberger Programms blieben der FAZ jedoch suspekt. Zentralwirtschaftliche Lenkungsversuche seien durch eine SPD-Regierung nicht auszuschließen. Auch Die Welt wies darauf hin, dass der wirtschaftspolitische Abschnitt des Programms viele Spielräume ließe. Sie erblickte in den sonstigen Programmaussagen jedoch ebenfalls eine deutliche Annäherung der Partei an Staat, Kirche, Armee und Marktwirtschaft. Die Frankfurter Rundschau, insbesondere Conrad Ahlers, kritisierte die Offenheit der wirtschaftspolitischen Aussagen nicht. Es müsse hier nicht letzte Klarheit geben, wichtig sei vielmehr, dass der Geist der Zeit getroffen sei. Die SPD wolle die bestehende Ordnung nicht umstürzen, sondern sie in eine wehrhafte soziale Demokratie umgestalten.

### Die SPD auf dem Weg zur Macht
Die programmatische Neuorientierung der Partei war ein Faktor, der zur veränderten öffentlichen Wahrnehmung der SPD beitrug. Sie wurde immer weniger als unversöhnliche Oppositionspartei angesehen. Das landesväterliche, repräsentative, populäre und gelegentlich überparteiliche Auftreten führender Sozialdemokraten in den Ländern, zu denen etwa Max Brauer, Wilhelm Kaisen, Hinrich Wilhelm Kopf, Georg-August Zinn und Willy Brandt gehörten, unterstützte diesen Eindruck.
Die Annäherung an gesinnungsethische Protestanten gelang bereits im gemeinsamen Engagement gegen die Wiederbewaffnung und in der Bewegung Kampf dem Atomtod. Dass evangelische Christen aus dem Bürgertum die SPD als ihr Wirkungsfeld betrachten konnten, demonstrierten die Parteieintritte von Gustav Heinemann, Johannes Rau oder Erhard Eppler, die aus der Gesamtdeutschen Volkspartei kamen. Der lang ersehnte Einbruch in das Milieu der katholischen Arbeitnehmerschaft erfolgte allerdings nur nach und nach. Im Ruhrgebiet brauchte es hierfür die Krise der Eisen- und Stahlindustrie, die Mitte der 1960er Jahre einsetzte.
Auf Bundesebene entschied die SPD, sich nicht als kompromissloser Widerpart der Regierungsparteien aufzustellen, sondern als „bessere Partei“. Sie legte Wert darauf, Gemeinsamkeiten mit der Regierung herauszustellen und sprach von ihrer Gemeinsamkeits-Politik. Ein erster Meilenstein dieser Entwicklung war die Aufsehen erregende außenpolitische Rede Wehners vor dem Bundestag am 30. Juni 1960, in der er den Kurswechsel der SPD in der Außen-, Deutschland- und Bündnispolitik formulierte. Die SPD beendete hier den Dauerkonflikt mit der Regierung. Sie tolerierte und unterstützte fortan die Westbindung der Bundesrepublik. Nach links zog die Partei deutliche Grenzen, indem sie sich 1961 vom Sozialistischen Deutschen Studentenbund trennte. Auch Ausschlüsse prominenter Linker aus der SPD signalisierten den Trennungsstrich zum Marxismus. Von entsprechenden Beschlüssen waren zum Beispiel Wolfgang Abendroth, sein akademischer Kollege Ossip K. Flechtheim und Viktor Agartz, ein lange Jahre einflussreicher Gewerkschafter, betroffen. Bereits am 5. Februar 1960 hatte der SPD-Vorstand beschlossen, auch andere studentische Vereinigungen zu unterstützen, „wenn sie das Godesberger Programm der SPD anerkennen.“ Am 9. Mai 1960 wurde mit Unterstützung der SPD der Hochschulverband Sozialdemokratischer Hochschulbund (SHB) gegründet, der sich, anders als der SDS, ausdrücklich zum Godesberger Programm bekannte.
In den 1960er Jahren wuchs der Stimmenanteil der SPD bei Bundestagswahlen stetig. Die Wählerschaft setzte sich im Kern weiterhin aus Arbeitern zusammen. Die Partei erreichte aber auch weitere Bevölkerungskreise nachhaltig. Die Behauptung des Godesberger Programms, die SPD sei eine Volkspartei geworden, ließ sich mehr und mehr auch aus ihrer Wählerstruktur ableiten. Das politische Gewicht der SPD verstärkte sich damit. 1966 gelang ihr mit der Bildung der Großen Koalition unter Kurt Georg Kiesinger der Eintritt in die Regierung. 1969 verwies sie mit der Bildung der sozialliberalen Koalition unter Willy Brandt die Unionsparteien auf die Oppositionsbank und bei der Bundestagswahl von 1972 zog sie schließlich mehr Wählerstimmen auf sich als die Union.

## Programmatische Ergänzungen und Erneuerungen

### Diskussionen bis Ende der 1960er Jahre
In den 1960er Jahren hatten Programmdiskussionen insgesamt eine nur geringe Bedeutung. Die Partei ergänzte für einige Politikbereiche die Hauptaussagen des Godesberger Programms. Die wichtigsten Zusätze bezogen sich auf die Bildungspolitik, die Rechtspolitik und die Deutschlandpolitik. Mit ihren „Bildungspolitischen Leitsätzen“ konturierte die Parteiführung 1964 ihre Vorstellungen zur Bildungsreform der 1960er und 1970er Jahre. 1968 verabschiedete der SPD-Parteitag in Nürnberg eine „Rechtspolitische Plattform“. Die Partei forderte hier die Einschränkung des politischen Strafrechts, betonte die Gedanken der Resozialisierung und der Kriminalprävention und warb für eine Reform der Justiz, die diese durchschaubarer und effizienter machen sollte. In der Deutschland- und Ostpolitik suchte die Partei nach neuen Wegen. Auslöser war der Schock, den im August 1961 der Bau der Berliner Mauer auslöste. Die Nicht-Anerkennung der DDR sollte genauso überwunden werden wie die Ablehnung der Oder-Neiße-Grenze als deutsche Ostgrenze. 1968 billigte der SPD-Parteitag in Nürnberg die „Sozialdemokratischen Perspektiven im Übergang zu den siebziger Jahren“. Die gemachten Erfahrungen in der Regierung, die jüngeren SPD-Konzepte für die verschiedenen Politikbereiche und die erwarteten Zukunftsperspektiven sollten mit diesem Papier auf Basis der Godesberger Programmaussagen zusammengefasst werden. Größere Bedeutung erlangte diese Synthese allerdings nicht, denn praktische Fragen der Politik – dazu zählten die Debatte um die Notstandsgesetze, die Zustimmung zur Großen Koalition und das Verhältnis zum Deutschen Gewerkschaftsbund – dominierten die Diskussion. Für die am Ende der 1960er Jahre sich wieder stärker artikulierenden Linken führten die „Perspektiven“ überdies in die falsche Richtung. Den Pragmatikern ging dagegen das Maß an gesamtgesellschaftlicher Analyse, das sich in den „Perspektiven“ fand, zu weit.

### Orientierungsrahmen 85
Die 1970er Jahre erlebten intensive Programmdiskussionen mit weiter Ausstrahlung in die Partei. Die SPD war bestrebt, eine mittelfristige politische Konzeption für die nächsten 10 bis 15 Jahre zu entwickeln. Der erste Entwurf des so genannten Orientierungsrahmens, entwickelt seit Anfang der 1970er Jahre unter der Leitung von Helmut Schmidt, Hans Apel und Jochen Steffen, fiel 1973 innerparteilich durch. Die Jusos und Vertreter der Parteilinken kritisierten die fehlende sozialistische Perspektive.

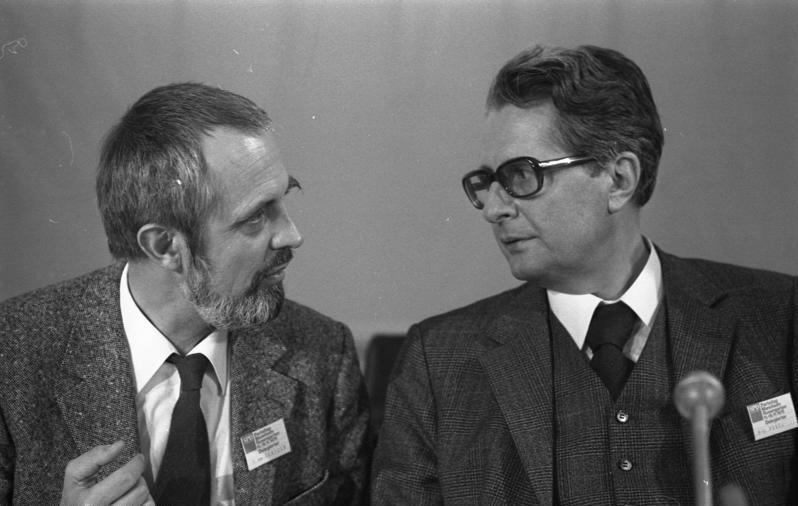
Peter von Oertzen (links) mit Hans-Jochen Vogel, Mannheimer Parteitag der SPD im Jahre 1975

Eine neue, auf 30 Personen erheblich vergrößerte Kommission unter Vorsitz von Peter von Oertzen entwickelte einen zweiten Entwurf. Schmidt und Sozialdemokraten wie Hans-Jochen Vogel, die sich im „Godesberger Kreis“ organisierten, warnten allerdings davor, die programmatischen Fundamente zu verändern. Sie fürchteten eine Verengung und Dogmatisierung der theoretischen Grundannahmen der SPD – ein deutlicher Hinweis an die Parteilinke, es mit der Revitalisierung marxistischer Positionen nicht zu übertreiben. Die Parteiführung, insbesondere Wehner und Brandt, machten sich diese Warnungen zu eigen und wussten dabei die Parteimehrheit hinter sich. Die Kommission um Peter von Oertzen berücksichtigte diese Signale und versuchte einen Mittelweg. Das Godesberger Programm sollte nicht revidiert werden, eine einseitig marktwirtschaftliche Lesart des Programms, wie sie in den 1960er Jahren vorgeherrscht habe, hielt sie allerdings ebenfalls für unangemessen.
Im November 1975 wurde schließlich in Mannheim der zweite Entwurf des Orientierungsrahmens 85 per Parteitagsbeschluss angenommen. Auf dem Parteitag kam es zu längeren Debatten über die Positionen zu „Markt und Lenkung“. Die Parteilinke war mit dem entsprechenden Abschnitt des Orientierungsrahmens nicht einverstanden und brachte Anträge zur Investitionslenkung, zu Investitionsverboten und zur Vergesellschaftung von Produktionsmitteln ein. Nach dieser demonstrativen Unmutsäußerung, die am Entwurf nichts änderte, stimmte auch sie dem vorgelegten Entwurf zu, der mit nur zwei Enthaltungen und einer Gegenstimme verabschiedet wurde.
Der Orientierungsrahmen erreichte keinen handlungsleitenden Status, denn die ökonomischen Rahmenbedingungen verschlechterten sich in einem Maß, das selbst die zurückgestutzten Wachstumserwartungen des Orientierungsrahmens zur Makulatur werden ließ. Innerparteilich geriet er bald in Vergessenheit. Einzig der Entstehungsprozess des Orientierungsrahmens blieb vielen Beteiligten in positiver Erinnerung. Parteilinke und die Parteirechte hatten sich in einer überwiegend sachlichen Auseinandersetzung auf einen vorzeigbaren Kompromiss einigen können.

### Berliner Programm von 1989
Noch Ende der 1970er Jahre hatte es Brandt als Parteivorsitzender abgelehnt, Schritte zur Formulierung eines neuen Programms einzuleiten, das jenes von Bad Godesberg ablösen sollte. 1982 verkündete er allerdings, dass die Partei in eine Phase gehen werde, „in der wir Godesberg kritisch abklopfen“. Die Grundwertekommission beim Parteivorstand der SPD legte dazu zwei Jahre später einen Bericht vor. Er enthielt eine Reihe von Empfehlungen, welche weiteren Aspekte ein neues Grundsatzprogramm enthalten sollte und welche Passagen des Godesberger Programms zu präzisieren seien. Der beschleunigte technische Wandel, der gravierende Anstieg der Arbeitslosigkeit, Probleme der Umweltzerstörung, die internationale Schuldenkrise, das Wettrüsten und das Aufkommen der neuen sozialen Bewegungen verlangten demnach neue Antworten. Ein erster Entwurf lag 1986 vor. Er rief scharfe Kritik linker Sozialdemokraten hervor.
Eine zweite, von Oskar Lafontaine angeführte Kommission präsentierte im März 1989 einen überarbeiteten Entwurf, der Grundlage des vom 18. bis zum 20. Dezember in Berlin tagenden Parteitags wurde. Dieser Parteitag verabschiedete das neue Grundsatzprogramm der SPD, das Berliner Programm. Ökologische Fragen und Forderungen, der Appell an eine nachhaltige Ausrichtung der Industriegesellschaft, das Bestreben nach Gleichberechtigung der Frau und die Forderung nach einem neuen Rollenverhältnis der Geschlechter, die Ausdehnung der Solidarität auf kommende Generationen, der Wille zur erweiterten Teilhabe der Arbeitnehmer am Produktivvermögen sowie zum Aus- und Umbau des Sozialstaates kennzeichneten diese Schrift. Die Grundwerte – Freiheit, Gerechtigkeit und Solidarität – hatten Bestand, auch im Hamburger Programm von Oktober 2007, ebenfalls die Positionierung als „Partei des Volkes“. Seit dem Berliner Programm ist allerdings der Begriff „linke Volkspartei“ in den Grundsatzprogrammen verankert.

## Wissenschaftliche Bewertungen
20 Jahre nach seiner Verabschiedung hieß es in der Zeitschrift Aus Politik und Zeitgeschichte zur Bedeutung des Godesberger Programms: „Kein anderes Dokument einer politischen Partei der Bundesrepublik hat so kontroverse Stellungnahmen und Interpretationen bewirkt wie dieses Programm.“ Diese reichten auch in wissenschaftlichen Bewertungen von strikter Ablehnung bis hin zur umfassenden Befürwortung.

### Anpassung
Diejenigen, die meinten, der zentrale Auftrag der SPD sei die Mitarbeit an der Überwindung des kapitalistischen Gesellschaftssystems in (West-)Deutschland, lehnten das Godesberger Programm weitgehend ab.
Historiker der DDR verurteilten das Programm und bewegten sich dabei in den von der SED vorgezeichneten Bahnen. Im „Sachwörterbuch der Geschichte Deutschlands und der deutschen Arbeiterbewegung“ hieß es, das Programm demonstriere die „Integration der Sozialdemokratie in den Staat des entwickelten staatsmonopolitischen Kapitalismus“. Mehr noch: Die Autoren behaupteten eine „weitgehende Übereinstimmung des Programms mit der Politik des Monopolkapitals“. Der „weltanschaulich auf der bürgerlichen idealistischen Philosophie“ beruhende Text sei die „völlige Abkehr von den sozialdemokratischen Zielen und Traditionen in Theorie und Praxis“.
Abendroth deutete das Programm als Schlusspunkt eines Anpassungsprozesses. Der Kampf gegen das „oligopolistische Kapital“ sei von der SPD zu den Akten gelegt worden. „Das Programm ersetzt konkrete soziale Analyse und konkrete Zielsetzung durch den Appell an 'Werte' und Formeln, die jeweils beliebig ausgelegt werden können.“ Nach Gerhard Stuby war das Programm das Ergebnis einer erfolgreichen Politik „proimperialistischer Kräfte in der SPD“. Deren Zielsetzung sei dabei die „nahtlose Überführung der SPD in das staatsmonopolistische Herrschaftssystem“ gewesen.
Ossip K. Flechtheim urteilte gleichfalls scharf ablehnend. Für ihn drückte das Godesberger Programm die „endgültige Unterwerfung unter die restaurative Entwicklung der Bundesrepublik“ aus. Diese habe bereits 1914 mit der Zustimmung der Sozialdemokraten zu den Kriegskrediten begonnen und sich gleichfalls 1933 in der „Anbiederung an den Nationalsozialismus“ gezeigt. Theo Pirker schrieb die Partei nach Bad Godesberg ab, sie habe aufgehört, „eine antikapitalistische, sozialistische oder radikaldemokratische Partei zu sein“. Aus dem „nationalen Sozialismus“ der Schumacher-Ära sei ein „nationaler Sozialliberalismus geworden, der aus der Opposition ideologisch einen Appendix der herrschenden Partei machte“.
Tilman Fichter und Siegward Lönnendonker warfen dem Programm vor, das aus Jugend- und Kulturverbänden bestehende sozialdemokratische Milieu völlig zu vernachlässigen und die Frage, woher zusätzliche Anhänger gewonnen werden sollten, im Dunkeln zu lassen.
Die „Herforder Thesen“ der Stamokap-Strömung bei den Jungsozialisten werteten das Programm als Verlust des letzten Einflusses der Linken auf die Parteiorganisation.

### Regierungsfähigkeit
Die programmatischen Entscheidungen von Bad Godesberg wurden von solchen Autoren begrüßt, die die Entwicklung der Partei daran maßen, inwieweit sie sich auf das parlamentarische System der Bundesrepublik einließ und sich Grundentscheidungen der Nachkriegsentwicklung in Westdeutschland – dazu gehören auch ordnungspolitische Weichenstellungen – zu eigen machte. Diesen Autoren ging es in ihren Urteilen oft darum auszuloten, inwieweit es mit dem Godesberger Programm gelang, das Wählerreservoir auszuschöpfen und zu erweitern, um Regierungs- und damit Gestaltungsmacht zu erlangen.
Susanne Miller, Mitautorin einer vielfach aufgelegten Kleinen Geschichte der SPD, die auch bei parteiinternen Schulungszwecken zum Einsatz kam, hob hervor, das Godesberger Programm habe „viel zu einer innerparteilichen Beruhigung und Klärung, vor allem aber zu einem Wandel des Erscheinungsbildes der SPD in der Öffentlichkeit“ beigetragen. Damit sei die Voraussetzung geschaffen worden, „das von ihr angestrebte Ziel erreichen zu können: eine von verschiedenen Schichten wählbare ‚Volkspartei‘ zu werden.“ Klaus Lompe urteilte ähnlich. Die Sozialdemokraten gewannen durch die Verabschiedung des Programms „im Inneren ein neues Selbstverständnis und nach außen hin ein neues Bild in der Öffentlichkeit – eine Voraussetzung ihrer Regierungsfähigkeit“. Er betonte zudem, das Godesberger Programm sei kein Bruch und auch keine Wende gewesen. Viele programmatische Diskussionslinien der 1940er und 1950er Jahre hätten nach Bad Godesberg geführt, das damit „den Abschluß einer kontinuierlichen geistigen Entwicklung“ darstelle.
Diese These vertrat Kurt Klotzbach ebenfalls. In seinen zentralen Aussagen und Forderungen sei das Programm „nichts anderes als eine Konzentration dessen, was führende politische und programmatische Sprecher der SPD seit den vierziger Jahren bei verschiedenen Gelegenheiten vertreten hatten“. Die SPD verankerte sich durch das Programm „als freiheitlich-sozialistische Gruppierung fest im pluralistisch-konkurrenzdemokratischen System“. Das die bisherige Parteigeschichte bestimmende Spannungsverhältnis zwischen einer auf Systemüberwindung zielenden Theorie und einer pragmatisch-reformorientierten Praxis sei zudem überwunden worden. Die Ziele ergaben sich nach Klotzbach nun aus den Grundwerten, während die jeweils auszuwählenden und zu erprobenden Mittel davon getrennt blieben. Detlef Lehnert widersprach an dieser Stelle. Die Spannung von Theorie und Praxis sei keineswegs überwunden worden. Die SPD habe das neue Programm nur von zu hohen Erwartungen entlastet. Die Orientierung der Partei auf Grundwerte und Grundforderungen sei „von vornherein nicht auf ihre Realisierung in praktischer Politik überprüfbar“.
Helga Grebing betonte ebenfalls die Kontinuität, in der das Programm gestanden habe. Es sei kein Kurswechsel gewesen, „es schrieb vielmehr noch einmal grundsätzlich die Leitlinien fest, zu denen sich die SPD im Jahrzehnt nach der Gründung der Bundesrepublik bereits Schritt für Schritt durchgerungen hatte.“ Es sei jedoch mehr als nur ein Schlussstein gewesen. Die Sozialdemokraten hätten mit diesem Text auch eine „zeitadäquate Antwort“ gefunden auf das „Scheitern des humanen Sozialismus in den kommunistischen Staaten Osteuropas, eine Antwort auf die Fähigkeit der kapitalistischen Produktionsverhältnisse zur Verschiebung ihrer existenziellen Grenzen, eine Antwort auf die sich abzeichnenden Veränderungen in der Sozialstruktur in der Bundesrepublik“. Als Defizite des Godesberger Programms galten ihr insbesondere das „blinde Vertrauen“ in die Möglichkeiten des Wirtschaftswachstums sowie eine „unreflektierte, wenn nicht gar naive Fortschrittseuphorie“.
Christoph Nonn meinte, das Godesberger Programm habe für eine „Entschlackung des sozialdemokratischen Ideenhaushalts um marxistische Elemente“ gesorgt. Entstandene Lücken in der Theorie seien „mit liberalen Elementen“ aufgefüllt worden. Für praktische Politik habe es allerdings wenig konkrete Anhaltspunkte geboten. Nonn arbeitete in seiner Studie insbesondere die Bedeutung der Krise des deutschen Kohlebergbaus heraus, die 1958 begann. Diese habe innerhalb der SPD zu erheblichen Kontroversen zwischen Vertretern einer konsequenten Konsumentenpolitik auf der einen Seite und einer stringenten Interessenpolitik für Arbeitnehmer, insbesondere der Bergarbeiter, auf der anderen Seite geführt. Dieser Konflikt sei nicht ausgetragen, sondern verdrängt worden, weshalb im Godesberger Programm keine Aussagen zur Sozialisierung des Bergbaus zu lesen seien, obwohl diese alte sozialdemokratische Forderung ein Jahr zuvor noch Parteilinie war. In der Nachfolge habe es die SPD vermieden, konfliktträchtige Themen aufzugreifen und voranzutreiben. Stattdessen habe sich die Partei in den 1960er Jahren darauf konzentriert, konsensfähige Politikfelder zu bearbeiten und dort die Meinungsführerschaft zu erlangen.
In ihrer Dissertation über „Konsenskapitalismus und Sozialdemokratie“ arbeitete Julia Angster heraus, dass das Programm auch durch die intensive Auseinandersetzung mit westlichen, insbesondere angloamerikanischen Politik- und Gesellschaftskonzepten entstand. Der Einfluss der amerikanischen Gewerkschaften war in dieser Hinsicht außerordentlich relevant. Diese befürworteten die an John Maynard Keynes orientierte politics of productivity (über hohe Produktivitätszuwächse den Klassenkonflikt überwinden und die gemeinsame Unterstützung einer konsequenten Wachstumspolitik erreichen), den Fortschritts- und Wachstumsglauben sowie den Pluralismus als gesellschaftliches Konzept. Durch die jeweils spezifische Adaption dieser Konzeptionen beschritt nicht allein die SPD den Weg der Westernisierung; mit ihr entschieden sich eine ganze Reihe westeuropäischer Arbeiterbewegungen für diese Neuorientierung.

## Anhang